# William Hussey (astronom)

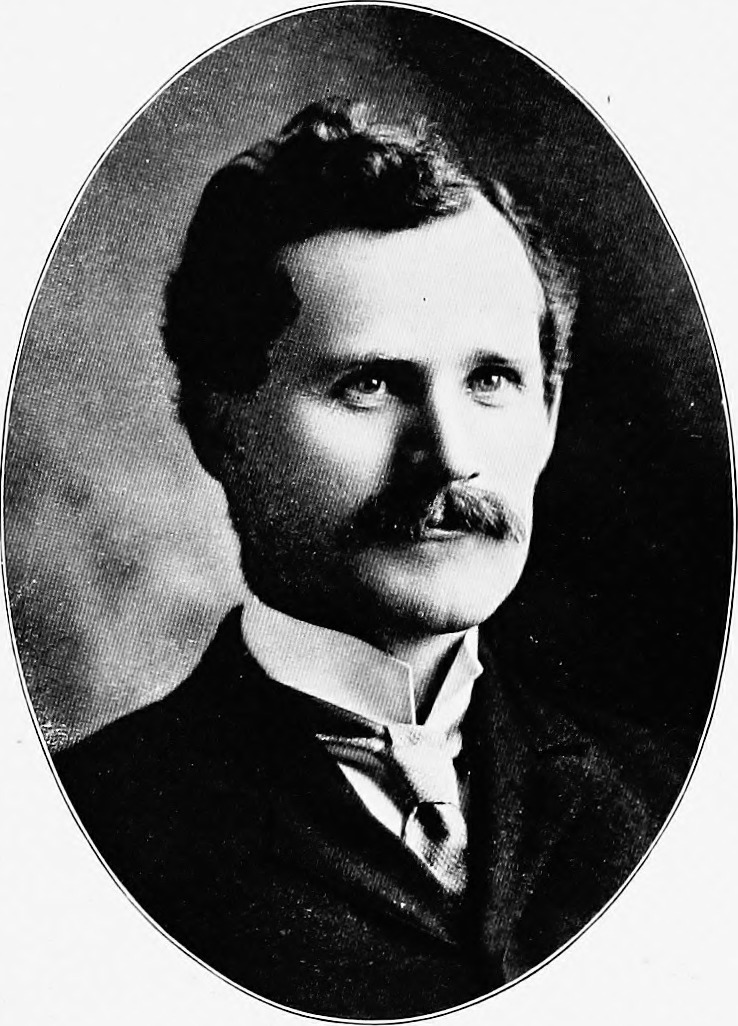
William Hussey.

William Joseph Hussey, född 10 augusti 1862 i Mendon, Ohio, död 28 oktober 1926, var en amerikansk astronom. 
Hussey blev efter att någon tid ha varit anställd vid observatoriet vid Stanford University i Palo Alto, Kalifornien, 1895 astronom vid Lick Observatory på Mount Hamilton i Kalifornien och 1905 direktor för Detroit Observatory i Ann Arbor, Michigan. Han ägnade sig i synnerhet åt undersökningar över dubbelstjärnorna, han gjorde omfattande observationsserier över dessa himlakroppar, beräknade banelementen för en del av dem och upptäckte en stor mängd nya dubbelstjärnor. Särskilt bekanta är hans undersökningar över den märkvärdiga dubbelstjärnan Delta Equulei. 
Hussey utförde även arbeten över bland annat de stora planeternas månar och över kometer. Bland hans skrifter märks Micrometrical Observations of the Double Stars Discovered at Pulkowa, Made with the 36-inch and 12-inch Refractors of the Lick Observatory, Together with the Mean Results of the Previous Observations of these Stars (1901) samt hans i Lickobservatoriets "Bulletin" publicerade kataloger över nyupptäckta dubbelstjärnor. Hussey tilldelades Lalandepriset 1906.